# 連対
連対（れんたい）とは、公営競技において競走対象が1着または2着になることである。語源は「連勝式の対象」を略したもの。
通常はレースにおいて優勝することに重きが置かれるが、一定期間、もしくはある施行条件のレースにおいて連続して3着以下を記録しなかった場合、連対記録として肯定的な評価の対象とされることが多い。また、連対率といって、出走回数のうちどれだけ連対したかを示す数値が高い場合も高く評価される。
日本の競馬における連対の記録としては、出走可能な八大競走にすべて勝利し、かつ出走した19のレースすべてにおいて連対したシンザン、デビュー以来41戦連続して連対したトウケイニセイのものが有名である。
なお近年は公営競技において三連勝式が導入されたことから、競走対象が3着までに入線する事を三連対（さんれんたい）と呼ぶようになっている。また、出走回数のうちどれだけ三連対したかを示す数値としては複勝率と呼ばれている。

## 日本中央競馬会における記録

### 連対率100%（GI, JpnI級馬）
- クリフジ：11戦11勝（1943年 - 1944年）
- トキノミノル：10戦10勝（1950年 - 1951年）
- シンザン：19戦15勝2着4回（1963年 - 1965年）
- マルゼンスキー：8戦8勝（1976年 - 1977年）
- アグネスフローラ：6戦5勝2着1回（1989年 - 1990年）
- リンドシェーバー：6戦4勝2着2回（1990年 - 1991年）
- ミホノブルボン：8戦7勝2着1回（1991年 - 1992年）
- エルコンドルパサー：11戦8勝2着3回（うち日本国外4戦2勝2着2回。1997年 - 1998年〈1999年は日本国外のみ〉）
- ダイワスカーレット：12戦8勝2着4回（2006年 - 2008年）
- ドゥラメンテ：9戦5勝2着4回（うち日本国外1戦0勝。2015年 - 2016年）
- シンハライト：6戦5勝2着1回（2015年 - 2016年）
- イクイノックス：10戦8勝2着2回（うち日本国外1戦1勝。2021年 - 2023年）

その他、フジキセキやアグネスタキオンが4戦4勝、シーザリオが日本国外を含み6戦5勝2着1回、ジャスティンミラノが4戦3勝2着1回を記録している。

### その他高連対率
- セントライト：12戦9勝2着2回（1941年、連対率.917[1]）
- カツラシユウホウ：25戦13勝2着11回（1957年 - 1960年、連対率.960）
- カブラヤオー：13戦11勝2着1回（1974年 - 1976年、連対率.923）
- シャダイカグラ：11戦8勝2着2回（1988年 - 1989年、連対率.909）
- ビワハヤヒデ：16戦10勝2着5回（1992年 - 1994年、連対率.938）
- ノースフライト：11戦8勝2着2回（1993年 - 1994年、連対率.909）
- タイキシャトル：13戦11勝2着1回（うち日本国外1戦1勝。1997年 - 1998年、連対率.923[1]）
- ディープインパクト：14戦12勝2着1回（うち日本国外1戦（失格）。2004年 - 2006年、連対率.929[2]）
- ロードカナロア：19戦13勝2着5回（うち日本国外2戦2勝。2010年 - 2013年、連対率.947[1]）
- コントレイル：11戦8勝2着2回（2019年 - 2021年、連対率.909[1]）
  - その他、国内に限ればタケシバオーが連対率.963[3]、シンボリルドルフが連対率.933[3]、レモンポップが生涯連対を記録[4]

### 連続連対
- 19：イツセイ、シンザン
- 18：ミツハタ
- 17：ワカクサ
- 16：タカオー、ヤサカ
- 15：ビワハヤヒデ
- 14：ハタカゼ、ハクリヨウ
- 13：ボストニアン、カツラシユウホウ、タケシバオー[6]

### GⅠ連対
- 13：ブエナビスタ[8]
- 11：テイエムオペラオー
- 10：ジェンティルドンナ[9]、アーモンドアイ[10]
- 9：ウオッカ、オルフェーヴル[11]、リスグラシュー[11]、オジュウチョウサン
- 8：シンボリルドルフ、オグリキャップ、ディープインパクト、キタサンブラック、グランアレグリア、イクイノックス[11]
- 7：テンポイント[12]、ニッポーテイオー、メジロマックイーン、ビワハヤヒデ、スペシャルウィーク、アグネスデジタル[13][14]、ゼンノロブロイ[15]、メイショウサムソン、メルシーエイタイム、モーリス[16]、クロノジェネシス[15]、コントレイル
- 6：キタノオー[17]、シンザン[18]、ナリタブライアン、メジロドーベル、メイショウドトウ、エイシンプレストン[19]、デュランダル、ダンスインザムード[20]、スイープトウショウ、ダイワメジャー、ダイワスカーレット、ロードカナロア[16]、ヴィルシーナ、ゴールドシップ、レッツゴードンキ[21]、ラッキーライラック[20]、レシステンシア[20]、リバティアイランド[20]

### GⅠ三連対
- 15：ブエナビスタ[23]
- 13：テイエムオペラオー
- 12：ウオッカ、キタサンブラック
- 11：ジェンティルドンナ[24]、アーモンドアイ[25]、クロノジェネシス[25]
- 10：ゼンノロブロイ[24]、リスグラシュー[26]、グランアレグリア
- 9：シンボリルドルフ、オグリキャップ、スペシャルウィーク、ダイワメジャー[27]、オルフェーヴル[26]、オジュウチョウサン
- 8：エアグルーヴ、ナリタトップロード、ディープインパクト、スイープトウショウ、メイショウサムソン、メルシーエイタイム、エイシンフラッシュ[28]、ゴールドシップ、シュヴァルグラン[28]、コントレイル、シャフリヤール[29]、イクイノックス[28]
- 7：スピードシンボリ[18]、テンポイント[30]、グリーングラス[18]、ミホシンザン、ニッポーテイオー、メジロマックイーン、ビワハヤヒデ、メイショウドトウ、ステイゴールド[31]、アグネスデジタル[32][33]、シンボリクリスエス、ダンスインザムード[31]、アパパネ、ロードカナロア[33]、ヴィルシーナ、ストレイトガール[31]、モーリス[29]、スワーヴリチャード[31]、ラッキーライラック[31]、ラヴズオンリーユー[34]、レシステンシア[31]、スターズオンアース、リバティアイランド[33]